# Comuna Dorohînîci, Lokaci
Dorohînîci (în ucraineană Дорогиничі) este o comună în raionul Lokaci, regiunea Volînia, Ucraina, formată din satele Dorohînîci (reședința), Nîzki Țevelîci și Peatîkorî.

## Demografie
Componența lingvistică a satului Dorohînîci
     Ucraineană (99,65%)
     Alte limbi (0,18%)
Conform recensământului din 2001, majoritatea populației satului Dorohînîci era vorbitoare de ucraineană (99,65%), existând în minoritate și vorbitori de alte limbi.